# Rhombophryne tridactyla
Espèce
Synonymes
- Stumpffia tridactyla Guibé, 1975

Statut de conservation UICN

 DD  : Données insuffisantes
Rhombophryne tridactyla est une espèce d'amphibiens de la famille des Microhylidae.

## Répartition
Cette espèce est endémique de Madagascar. Elle se rencontre dans les monts Marojejy et dans les environs de Andasibe et de Nahampoana. Toutefois les observations faites dans cette dernière localité, située dans l'extrême Sud-Est de l'île, pourrait se référer à des individus de l'espèce Stumpffia tetradactyla. Elle est présente d'un niveau proche de la mer jusqu'à 1 300 m d'altitude.

## Description
Rhombophryne tridactyla mesure de 10 à 11 mm pour les mâles ; la taille des femelles n'est pas connue. Son dos est brun rougeâtre parfois parsemé de taches noires. Ses flancs sont sombres ; ses membres sont tachetés de petits points blancs. La peau de son dos est lisse. Les mâles ont un seul sac vocal.

## Publication originale
- Guibé, 1975 : Batraciens nouveaux de Madagascar. Bulletin du Museum National d'Histoire Naturelle, sér. 3, Zoologie, vol. 323, p. 1081-1089 (texte intégral).